# Raios anticrepusculares

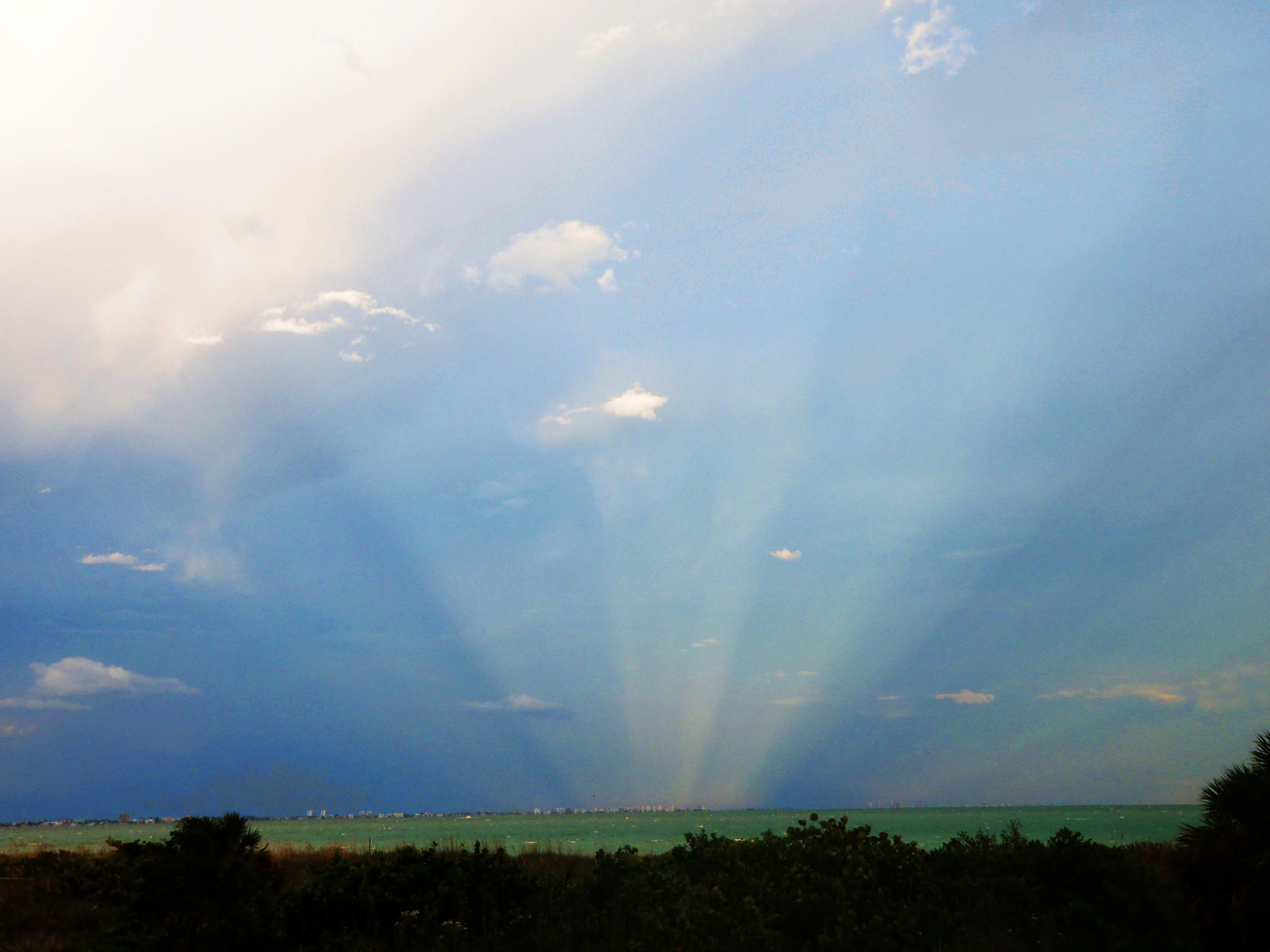
Raios anticrepuscular em frente ao sol fora da Flórida na Costa do Golfo dos Estados Unidos

Raios anticrepusculares são semelhantes aos raios crepusculares, mas visto do lado oposto ao sol no céu. Os raios anticrepusculares são quase paralelos, mas parecem convergir ao ponto antissolar por causa da perspectiva linear. Os raios anticrepusculares são mais frequentemente visíveis perto do nascer ou pôr do sol. Os raios crepusculares são geralmente muito mais brilhantes do que os raios anticrepusculares. Isto porque para raios crepusculares, vistos no mesmo lado do céu que o sol, a luz de dispersão atmosférica que torna-os visíveis está ocorrendo em ângulos pequenos.

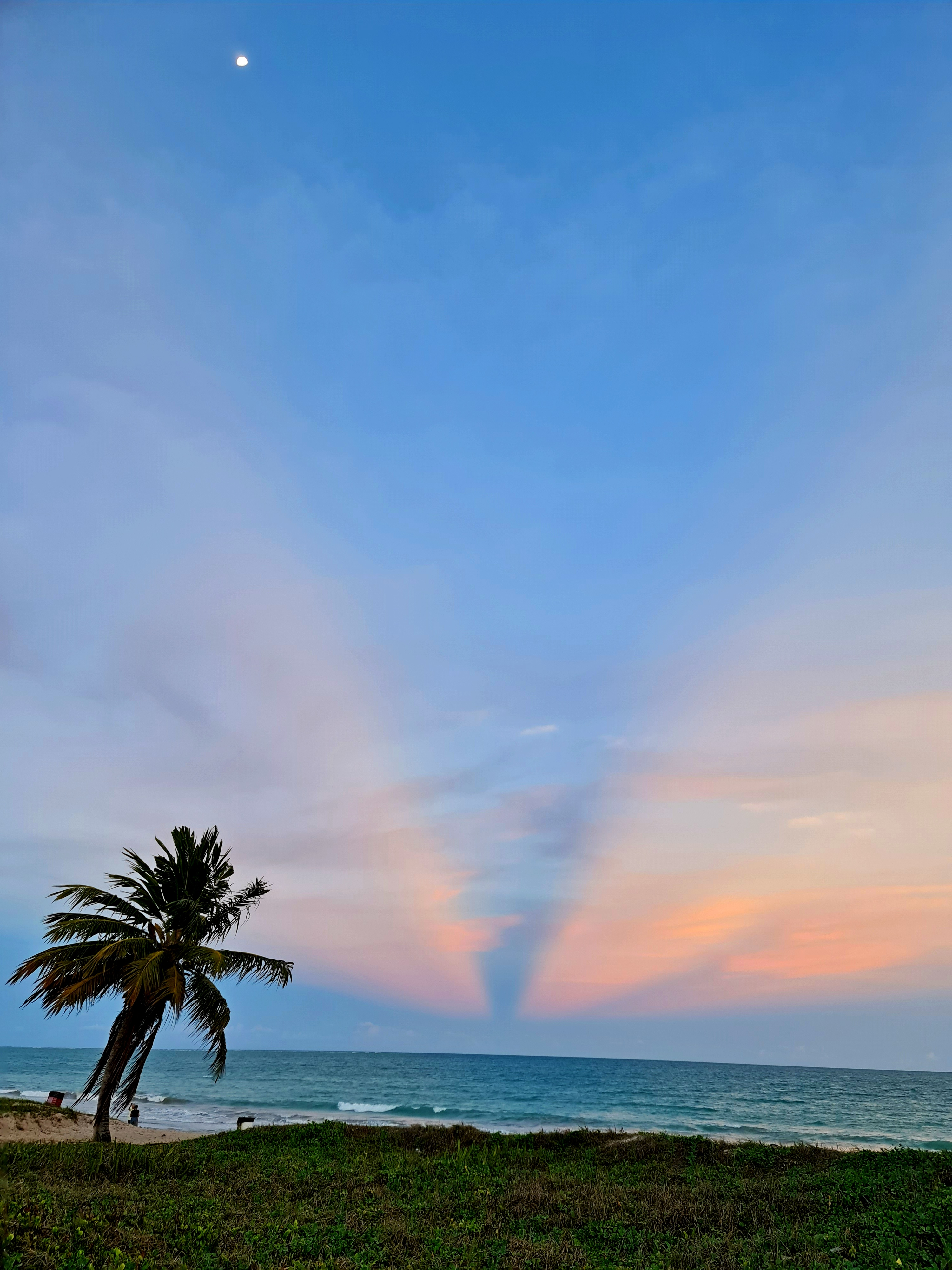
Raios Anticrepusculares, Praia de Intermares, Cabedelo/PB, Brasil.

Embora os raios anticrepusculares pareçam convergir para um ponto em frente ao sol, a convergência é, na verdade, uma ilusão. Os raios são de fato quase paralelos, mas a aparente convergência é o ponto de fuga para o infinito.

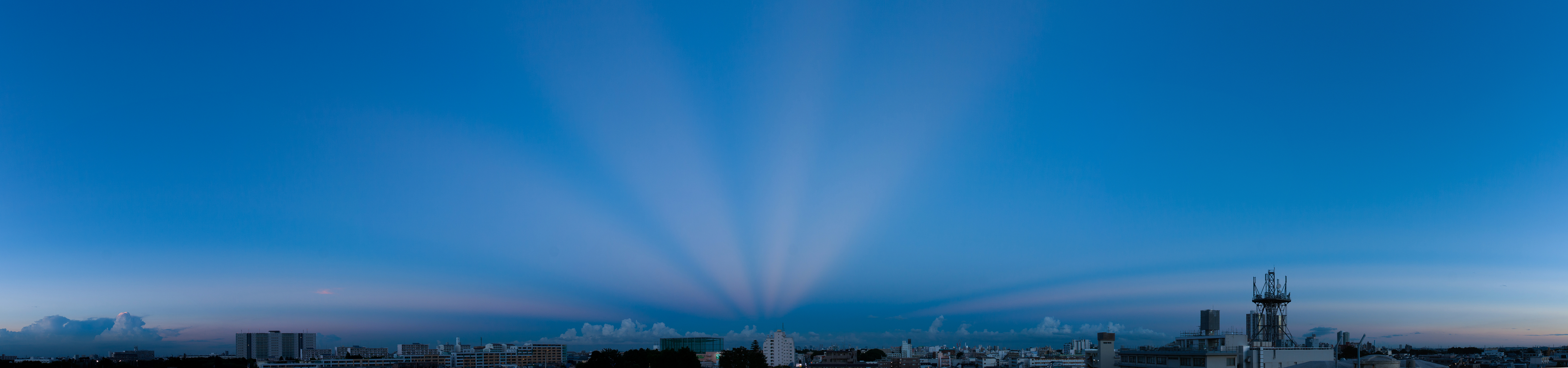
Panorama mostrando raios anticrepusculares observados em Tokyo, no Japão.